# Justicia sonorae
Justicia sonorae är en akantusväxtart som beskrevs av D.C. Wasshausen. Justicia sonorae ingår i släktet Justicia och familjen akantusväxter. Inga underarter finns listade i Catalogue of Life.